# UCS@school
UCS@school ist eine Software, um Identitätsmanagement und IT-Infrastrukturen für mehrere Schulen zu betreiben und zentral zu verwalten. Sie basiert auf der Open-Source-Plattform Univention Corporate Server, einer Enterprise-Linux-Distribution mit integriertem Identitätsmanagement und IT-Managementsystem. Die Software richtet sich vorrangig an Schulträger und Bundesländer, die ihre Schulen beim Betrieb der IT-Infrastrukturen entlasten und Angebote, die schulübergreifend, von überall und zu jeder Zeit über das Internet erreichbar sind, bereitstellen wollen. Zusätzlich enthält man zahlreiche Funktionen für den computergestützten Unterricht sowie zur Steuerung von klassischen PCs und mobilen Endgeräten im Schuleinsatz. Hauptentwicklerin ist die Univention GmbH aus Bremen.

## Geschichte
Die Behörde der bremischen Senatorin für Bildung und Wissenschaft entwickelt und implementiert seit 2003 im Rahmen des Projektes „Service und Betriebskonzept für die IT-Infrastruktur“ (SuBITI) ein zentrales Angebot zur Bereitstellung von IT-Infrastruktur für die bremischen Schulen. Sie kooperiert diesbezüglich von Anfang an mit dem Bremer Unternehmen Univention GmbH, das 2002 mit der Entwicklung von Univention Corporate Server, der UCS@school zugrunde liegenden Betriebs- und Managementplattform, begonnen hatte. Seitdem wurde kontinuierlich weiterentwickelt. 2009 erlangte es endgültige Marktreife und wird inzwischen zusammen mit dem Univention Corporate Server von deutschen und schweizerischen Schulen verwendet.
Das baden-württembergische Landesmedienzentrum, welches bisher zwei Drittel der weiterführenden und rund die Hälfte der beruflichen Schulen in Baden-Württemberg mit einer eigenen Lösung, der sogenannten „pädagogischen Musterlösung“ (paedML), versorgt hatte, gab im September 2012 bekannt, UCS@school zukünftig als Grundlage für die Weiterentwicklung der Linux-Variante von paedML einzusetzen und Univention mit der weiteren Entwicklung dieser Software zu beauftragen. Am 8. Juli 2014 wurde die „neue“ paedML Linux 6.0, die ab dieser Version auf UCS@school basiert, der Öffentlichkeit vorgestellt. Das Landesmedienzentrum Baden-Württemberg stellt sie allen Schulen für den Einsatz in ihrer Schul-IT Infrastruktur zur Verfügung.
Im Juni 2016 wurde mit educa.ch, dem Schweizer Medieninstitut für Bildung und Kultur, ein Rahmenvertrag geschlossen, der allen öffentlichen Bildungseinrichtungen in der Schweiz einen einfachen und kostengünstigen Zugriff auf die Open-Source-Produkte der Univention GmbH bietet.

## Lizenz
Univention Corporate Server, das Betriebs- und Managementsystem von UCS@school, wurde bis Version 2.3 unter der GNU GPL veröffentlicht. Mit dem Erscheinen von Version 2.4 wechselte der Hersteller auf die GNU AGPL.

## Funktionen
Identitätsmanagement
- Automatisierte Importschnittstelle zum Verwalten von Benutzerkonten
- Interaktives, grafisches Importmodul für Benutzerkonten, z. B. im CSV-Format
- Delegation von administrativen Aufgaben an Schuladministratoren/Netzwerkberater und Lehrkräfte
- Passwort Self-Service für Lehrkräfte und Schüler
- Schulübergreifende Benutzerkonten, z. B. für Lehrkräfte, die an mehreren Schulen unterrichten
- Single Sign-On mittels SAML, OpenID Connect und Kerberos
- App Center mit über 90 integrierbaren Diensten (siehe Univention Corporate Server), z. B. die Webdienste EDYOU, WebWeaver und itslearning.[10]

Betriebs- und Verwaltungslösung für IT-Infrastrukturen
- Einheitliches, schulübergreifendes Betriebs- und Supportkonzept für Schulträger
- Single-Point-of-Administration für die IT-Infrastruktur der Schulen und alle angeschlossenen Bildungsangebote
- Active-Directory-kompatible Domänendienste mit Samba 4[11]
- Unterstützung einer Vielzahl von Clientbetriebssystemen wie Windows, Linux und macOS
- Integration mobiler Endgeräte in das Schul-WLAN (RADIUS)

Werkzeuge zur pädagogischen „Steuerung“ und zum Lernen mit digitalen Medien
- Computerraum-, Internet- und WLAN-Steuerung
- Materialverteilung zum Verteilen und Einsammeln digitaler Arbeitsmaterialien
- Klassenarbeitsmodus zum sicheren Schreiben von digitalen Klassenarbeiten
- Druckermoderation zur einfachen Reduktion der Druckkosten